# Jules Lachelier
Jules-Esprit-Nicolas Lachelier (Fontainebleau, 27 de maio de 1832 — Fontainebleau, 16 de janeiro de 1918) foi um filósofo francês.

## Vida
Estudou em Versalhes de 1851 até 1854 e aperfeiçoou-se na Escola Normal Superior de Paris entre 1856 - 1857, onde veio a lecionar mais tarde, em 1864; além disso, ensinou em vários liceus franceses.
Teve uma vida austera e dedicada ao ensino. Considerado um dos principais representantes da corrente idealista e espiritualista francesa do século XIX, desenvolveu uma filosofia marcada pela influência de Kant. Investiga a relação entre a necessidade natural e a liberdade. Para ele, a possibilidade de indução científica fundamenta-se na existência de causas que garantam a regularidade dos fenômenos da natureza, mas procura conciliar o determinismo natural com a noção da liberdade através de uma metafísica idealista. Entre suas obras, figuram: Sobre o fundamento da indução e Estudos sobre o silogismo.

## Filosofia
Definindo-se como intelectualista, Lachelier assumiu como missão perpetuar a filosofia de Kant. Ficou famoso um artigo seu, Psicologia e Metafísica, no qual, distinguindo-se de Victor Cousin, dá os marcos de sua filosofia com uma tendência espiritualista:
“O ser tal como o concebemos não é, antes de mais nada, uma necessidade cega, depois uma vontade, que seria acorrentada de antemão pela necessidade, enfim, uma liberdade, que só teria que observar a existência de um ou de outro. É toda liberdade na medida em que se produz, toda vontade, na medida em que se dá como algo concreto e real [...] ”.
Lachelier é influenciado por Félix Ravaisson, de quem usa o termo “realismo espiritualista” para designar sua filosofia. Henri Bergson dedica a Jules Lachelier seu Ensaio sobre os dados imediatos da consciência. Émile Meyerson discute sua teoria da indução.

## Trabalhos
- Du fondement de l'induction suivi de Psychologie et Métaphysique, Alcan, 1896, in Gallica.
- Du fondement de l'induction suivi de Psychologie et Métaphysique et de Notes sur le pari de Pascal, Paris, Alcan, 1924.
- Œuvres, Paris, Librairie Félix Alcan, 1933